# Louis Albert Carvin
Louis Albert Carvin, né à Paris le 7 août 1875 et mort dans la même ville le 6 janvier 1951, est un sculpteur français.

## Biographie
Né d'un père artiste peintre et dessinateur au ministère de la Guerre, Louis Albert Carvin est admis à l'École des beaux-arts de Paris où il est élève d'Emmanuel Frémiet et de Georges Gardet. Membre de la Société des artistes français, il expose au Salon de cette société de la fin du XIXe siècle à 1933. Il obtient une mention honorable en 1894.
Carvin réalise La Muse de l'aviation, trophée en bronze offert le 1er mai 1909, par Léon Bollée, président de l'Aéroclub de la Sarthe, aux frères Orville et Wilbur Wright. Il exécute leur buste à l'occasion de la Coupe Michelin, à Pau, en 1908.
Son œuvre Le Spleen (1934), représentant un barzoï, est érigée dans le parc de la Maison-Blanche à Clamart.
Spécialisé dans la sculpture animalière, il prend pour modèle des cerfs, des biches, des lions, des lionnes, des panthères, des oiseaux, des chiens loups, parfois des chevaux, comme le groupe L'Accolade figurant un couple de pursangs, édité par la fonderie J.B. à Paris.

## Collections publiques
- Arlon, musée Gaspar, Collections de l'Institut archéologique du Luxembourg[6] :
  - Lionne en lutte avec un serpent ;
  - Chien aux aguets.